# Трохлеарни живац
Трохлеарни живац (лат. nervus trochlearis) је најтањи моторни кранијални нерв, који има најдужи пут кроз лобањску дупљу у групи можданих живаца. Његова улога се огледа у инервацији горњег косог мишића, једног од покретача очне јабучице.
Живац полази од једра трохлеарног нерва (лат. nucleus nervi trochlearis), смештеног у средњем мозгу, и излази на задњој страни мозга иза доњих квржица мезенцефалона. Одатле се простире упоље и потом косо унапред, прелази преко спољашње стране можданог крака и доспева до доње стране мозга. Након тога, живац пролази кроз тврду мождану опну и пролази кроз спољашњи зид кавернозног синуса (испод окуломоторног и изнад офталмичког нерва). Након изласка из овог синуса, трохлеарни нерв улази у очну дупљу кроз горњу орбиталну пукотину и дели се у 2-3 гранчице које оживчавају горњи коси мишић.